# 金門縣議會第四屆議員列表
第四屆金門縣議員列表，名列金門縣議會的第四屆議員名單，任期2005年到2009年。

## 政黨席次
| 政黨       | 當選席次 | 備注 |
| ---------- | -------- | ---- |
| 中國國民黨 | 10席     |      |
| 新黨       | 2席      |      |
| 無黨籍     | 6席      |      |

## 選區

### 第一選區
| 選區     | 政黨       | 姓名   | 備註   |
| -------- | ---------- | ------ | ------ |
| 第一選區 | 中國國民黨 | 王再生 |        |
| 第一選區 | 新黨       | 李沃士 |        |
| 第一選區 | 無黨籍     | 李誠智 |        |
| 第一選區 | 中國國民黨 | 李麗貌 |        |
| 第一選區 | 中國國民黨 | 林長耕 |        |
| 第一選區 | 無黨籍     | 洪允典 |        |
| 第一選區 | 中國國民黨 | 洪成發 |        |
| 第一選區 | 中國國民黨 | 洪麗萍 |        |
| 第一選區 | 中國國民黨 | 莊良時 |        |
| 第一選區 | 中國國民黨 | 許玉昭 | 副議長 |
| 第一選區 | 中國國民黨 | 許建中 |        |
| 第一選區 | 中國國民黨 | 許華玉 |        |
| 第一選區 | 無黨籍     | 許燕道 |        |
| 第一選區 | 無黨籍     | 陳玉珍 |        |
| 第一選區 | 中國國民黨 | 楊永立 |        |
| 第一選區 | 新黨       | 楊應雄 |        |
| 第一選區 | 無黨籍     | 蔡水游 |        |
| 第一選區 | 無黨籍     | 謝宜璋 | 議長   |

## 外部連結
- 中華民國行政院中央選舉委員會 （页面存档备份，存于）
- 中央選舉委員會 - 選舉資料庫
- 金門縣議會全球資訊 （页面存档备份，存于）